# 沃尔夫冈·巴特尔斯 (高山滑雪运动员)
沃尔夫冈·巴特尔斯（德語：Wolfgang Bartels，1940年7月14日—2007年2月6日），德国男子高山滑雪运动员。他曾代表德国联队参加1964年冬季奥林匹克运动会高山滑雪比赛，获得男子滑降铜牌。